# 塞尔维亚 (希腊)
塞尔维亚（希臘語：Σέρβια）是希腊西马其顿大区科扎尼专区的市镇，行政中心为塞尔维亚镇。市镇面积为601.7平方公里，2021年人口数量为9,467人。
2011年地方政府改革时，原塞尔维亚市镇、韦尔文多斯和另外两个市镇合并为塞尔维亚-韦尔文多斯市镇。2019年该市镇拆分为两个市镇，原韦尔文多斯市镇的部分恢复为单独的市镇，其他部分则成为现今的塞尔维亚市镇（包括2011年之前的三个市镇）。塞尔维亚市区（即2011年之前的塞尔维亚市镇）的面积为400.116平方公里，2021年人口数量为7,265人。